# Monamour
Pour les articles ayant des titres homophones, voir Mon amour.
Pour plus de détails, voir Fiche technique et Distribution.
Monamour est un film érotique italien réalisé par Tinto Brass, sorti en 2005.

## Synopsis
Marta est une jeune femme au foyer nymphomane. Elle est mariée à Dario, un éditeur de livres à succès. Bien qu'elle aime toujours son mari, Marta n'a pas pu atteindre la satisfaction sexuelle depuis des mois en raison de leur vie amoureuse terne et prévisible. Alors qu'elle séjourne à Mantoue pour le Festivaletteratura (it), une foire du livre, Marta suit les conseils de son amie Sylvia et entame une liaison avec un bel et mystérieux artiste nommé Leon, ce qui entraîne des résultats surprenants concernant son mariage défaillant avec Dario. 

## Fiche technique
- Titre original italien : Monamour[1]
- Réalisateur : Tinto Brass
- Scénario : Tinto Brass, Massimiliano Zanin, Carla Cipriani
- Photographie : Andrea Doria
- Montage : Tinto Brass
- Musique : Heron Barelli, Lucio Boiardi Serri, Francesco Gualerzi
- Décors : Carlo De Marino, Luca Servino
- Costumes : Alberto Moretti
- Société de production : Monamour S.r.l.
- Société de distribution : DIA, Filmexport Group
- Pays de production :  Italie
- Langue originale : italien
- Format : Couleurs
- Durée : 90 minutes
- Genre : Film érotique
- Dates de sortie :
  - Allemagne : 1er janvier 2005
  - Italie : 8 mars 2006 (DVD)

## Distribution
- Anna Jimskaya (it) : Marta
- Max Parodi (it) : Dario
- Riccardo Marino : Leon
- Nela Lucic (it) : Silvia
- Lucia Lucchesino
- Virginia Barrett : la chanteuse au restaurant
- Tinto Brass : l'homme au cigare